# Sillosuchus

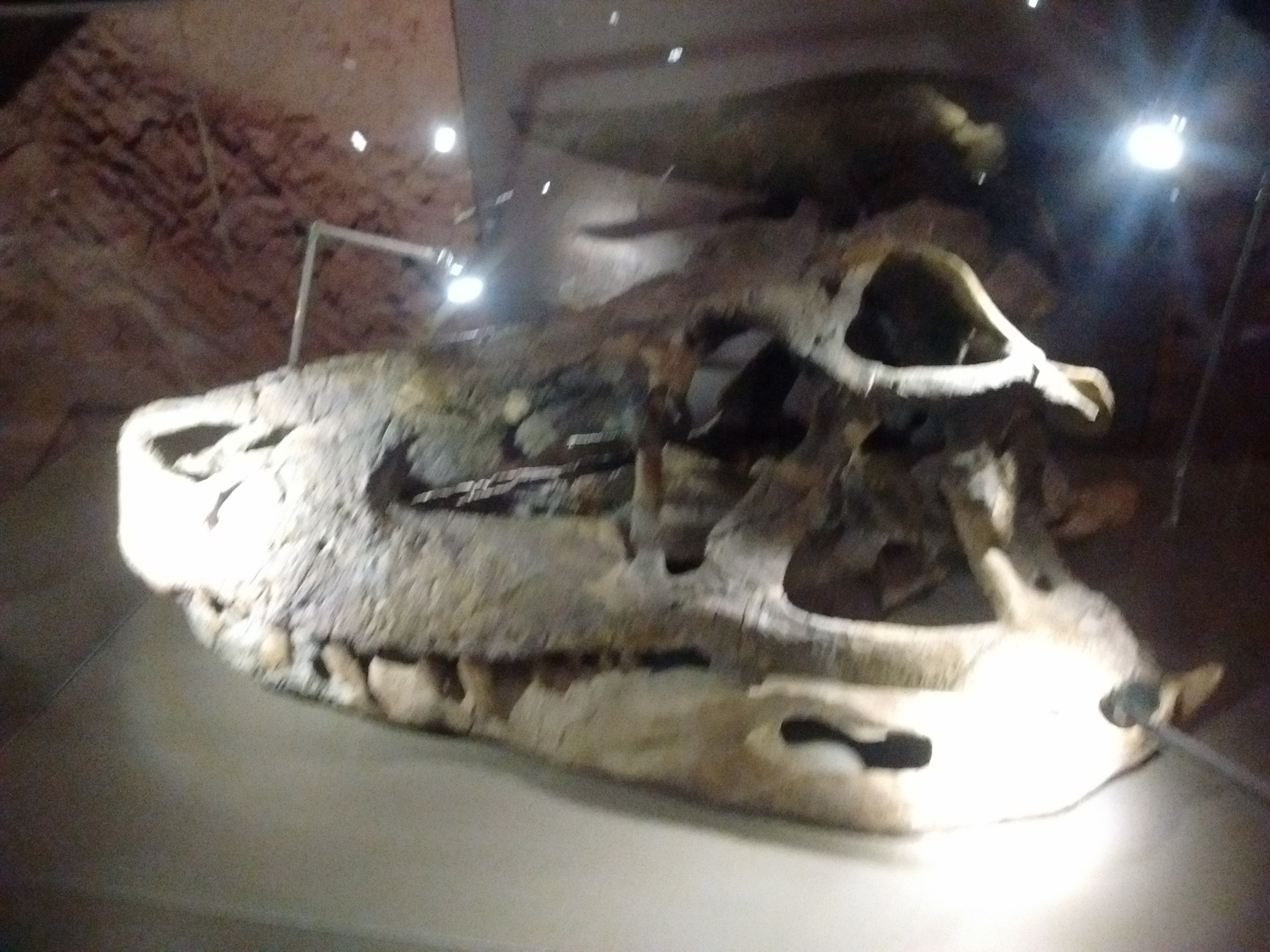
Fósil del cráneo.

Sillosuchus es un género extinto de crurotarso poposáurido que vivió durante el Triásico Superior en Argentina. Se estima que tenía una longitud de unos 3 metros.
El nombre del género se refiere al dr. William Dudley Sill, combinado con el término "suchus", que en griego significa cocodrilo. Una reconstrucción del fósil fue presentada en 2008 por la Universidad Nacional de San Juan de Argentina, en un homenaje al dr. Sill quien fue un importante promotor de la paleontología en San Juan.
Sillosuchus es el único poposáurido conocido que no proviene de América del Norte. Otros miembros de este clado incluyen a Shuvosaurus, Poposaurus y a Effigia.

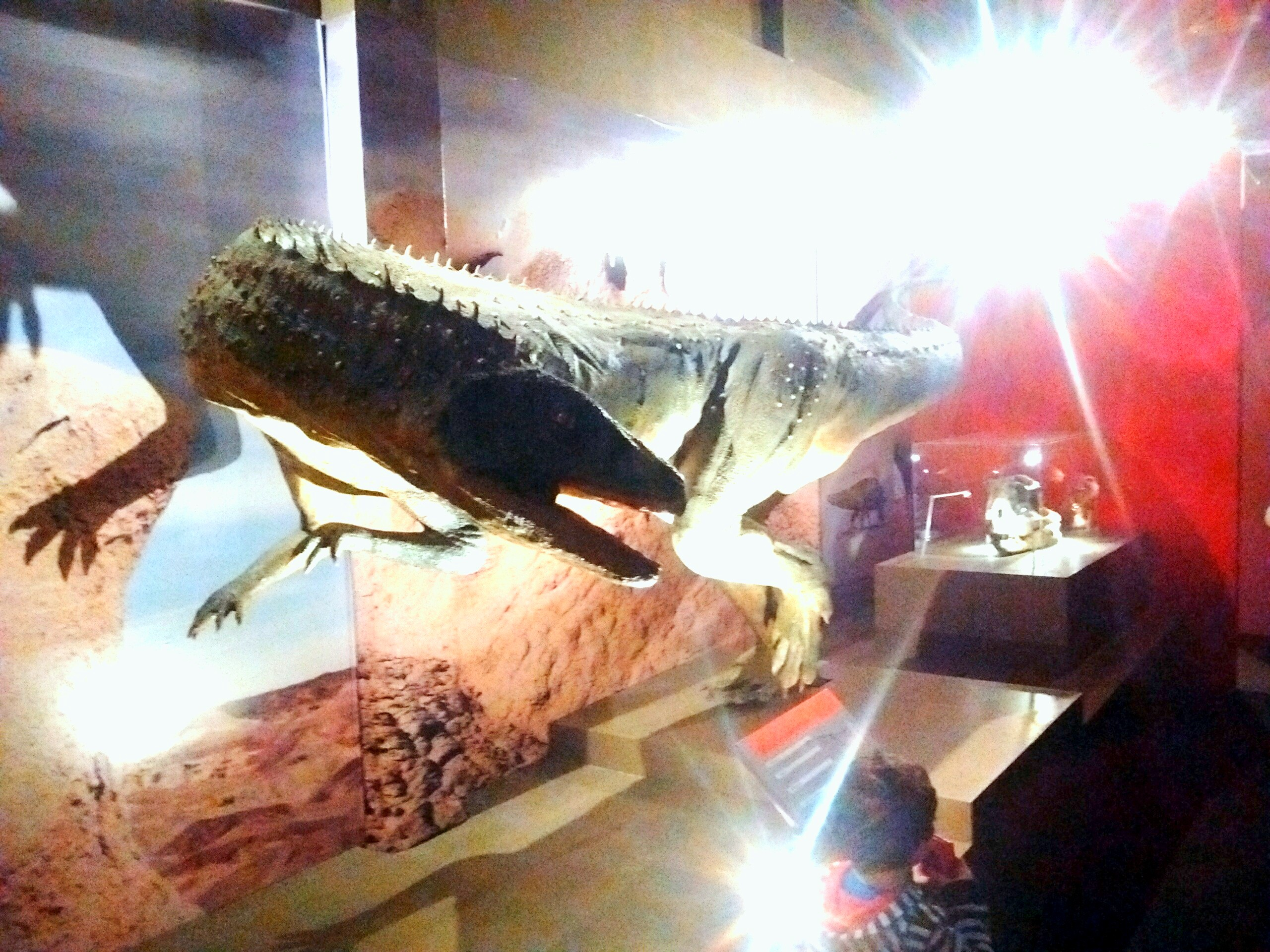
Recreación paleoartística de la locomoción del carnívoro.